# Большая Драгунская
Большая Драгунская — деревня в Кромском районе Орловской области России. 
Входит в Стрелецкое сельское поселение в рамках организации местного самоуправления и в Стрелецкий сельсовет в рамках административно-территориального устройства.

## География
Расположена на правом берегу реки Недны, в 35 км к юго-западу от города Орла. Непосредственно примыкает с северо-востока к посёлку городского типа Кромы.

## Население
| 2002 | 2010 |
| ---- | ---- |
| 345  | ↘299 |

Согласно результатам переписи 2002 года, в национальной структуре населения русские составляли 98 % от жителей.

## История
По преданию, своё название Драгунская слобода деревня получила от расквартированной здесь драгунской части. Костяк населения деревни составляли государственные крестьяне и служивые люди. На протяжении веков преобладающим видом деятельности для её жителей был сельскохозяйственный труд.
Деревня относилась к церковному приходу Троицкой церкви, разрушенной в 30-е гг. XX века.
По данным переписи 1927 года, деревня принадлежала к Больше-Драгунскому с/с Кромской волости Орловского уезда. Население составляло 791 чел. (308 мужчин, 393 женщины) при 138 дворах. Действовал пункт ликвидации неграмотности.
В период коллективизации в деревне был создан колхоз «7-е Ноября». Первым председателем колхоза был избран Шестопалов Ефим Фёдорович (1890—1961 гг.), который принимал активное участие в становлении советской власти в период революции и Гражданской войны.
В период Великой Отечественной войны деревня была оккупирована немецкими войсками. Время оккупации — 2 октября 1941 г. — 7 августа 1943 г. Освобождена частями 15 стрелковой дивизии 29 стрелкового корпуса 13-й Армии Центрального фронта.
После Великой Отечественной войны колхоз «7-е Ноября» в результате объединения коллективных хозяйств вошел в состав колхоза «Путь к рассвету». В 70—80-е годы колхоз «Путь к рассвету» был колхозом-миллионером, специализировался на выращивании конопли. В деревне располагался животноводческий комплекс по выращиванию КРС, свиноферма, МТС. До второй половины 80-х годов XX века функционировала колхозная баня, под Ерошкиной горой располагалась кузница (снесена в середине 1980-х годов). Колхоз перестал существовать в двухтысячные годы.